# جويا (لبنان)
جويّا هي إحدى القُرى اللبنانية، تتبع إداريًّا قضاء صور في محافظة الجنوب. تعد من القرى العريقة في جبل عامل، وعراقتها تعود إلى تاريخها القديم الذي تؤكده معالمها الأثرية وتذكره كتب التاريخ، إضافة إلى موقعها الجغرافي المنيع والمتوسط في جبل عامل ولعدد كبير من القرى والبلدات المحيطة. تمتاز جويا بكثرة عيون الماء المنتشرة فيها وفي محيطها والتي كانت تشكل مصدرًا للزراعة، واستقطابا للسكن والإقامة، وعاملاً أساسيا في تشكيل التجمعات البشرية.

## موقعها الجغرافي
تقع في وسط جبل عامل جغرافياً، تبعد عن العاصمة بيروت 95 كلم، وعن مركز المحافظة صيدا 54 كلم و16 كلم عن مدينة صور نحو الشرق، ترتفع عن سطح البحر بمعدل 300 م، تبلغ مساحة أراضيها 32,000 دونماً تزرع الصالحة منها بالحبوب والخضار والزيتون والتين، ومؤخراً بالحمضيات والفاكهة المختلفة.
تحدها من الناحية الشرقية قرية المجادل ومن الناحية الشمالية قرية دبعال ومن الشمال الغربي قرية معركة ومن الجهة الغربية قرية يانوح وقرية وادي جيلو وجانب من شمال خراج بلدة عيتيت ومن الجنوب قرية محرونة.
جويا تاريخها حافل من العصر الحجري مروراً ببعض العصور التي تلت، يوجد في جويـّـا عدة مغاور وكهوف موجودة إلى الآن في الجهة الغربية الجنوبية لكنها لم تدرس إلى الآن، لكن التحليل التمهيدي أشار إلى أن البعض منها عائد إلى الصليبيين والرومان واليونانيين وغيرهم، كما ويوجد في منطقة تيرتننا آبار وصخور ومع الأسف حطمت وسرقت إبّان الغزوات آنذاك، ويوجد أيضاً مرقد للنبي الصياح في منطقة سميت باسمه، كما ويوجد في منطقة السهيلة قبر تاريخي كانوا يحدثوننا عنه العلماء الأفاضل وينتشر في المدينة وإلى الآن عدد كبير من الآبار الارتوازية الخاصة والعامة وعيون نذكر أهمها: عين الجديدة والسفلى والفوقا وعين حاوي والدروز وإلى آخره.

## سبب التسمية
جويا عرفت منذ القدم بـ (نجمة الصباح) لكثرة رونقها عند الشروق واستمدت قوتها من بلدة الشرقية في قضاء النبطية ، إلا أنها تغيرت وتبدلت الأسماء مع مرور الزمان وخاصة في عهد الفرنسيين حيث كانت جويا محطتهم بعد العناء وكانوا يصفونها بالفرنسية (جوايي) أي المكان المفرح والجميل إلى أن اتخذت «جويا» وسميت بهذا الاسم.

## تاريخ جويّا القديم
جويا تكتسب مكانة رفيعة في التاريخ الثقافي في جنوب لبنان أثناء القرون الثامن والسابع والتاسع عشر. و يوجد بها مدرسة مشهورة وهي المدرسة الخاتونية و لها متخرجين كثر من علماء الدين ولكن وللأسف الشديد أُحرقت هذه المدرسة وحطمت من قبل الوالي العثماني أحمد باشا الجزار.

## جويـّـا البلدة العالمية
جويـّـا البلدة العالمية فيها وفرة من القصور المعمارية المتقنة (بيت الطائرة - قصر الكاميرا - قصر جعفر - القصر الصيني) وأبنية حديثة ومتطورة والعديد العديد من البنايات العالية والمجمعات السكنية خصوصاً مسكن مكي ومساكن الدايخ ومجمع فواز السكني و...... نمت مدينة جويا بشكل واسع لا مثيل له في الثمانينات والتسعينيات وحتى في الألفية الثالثة وتتراوح إحصائيات السكان ما بين 40,000 نسمة و57,000 نسمة في جميع أنحاء العالم، كما وأجبر الكثير على هجرة المدينة جراء الكوارث والحروب. تعيش جويا أياماً من المجد بعد تحرير جنوب لبنان من الاحتلال الإسرائيلي والذي دام حوال 22 عاماً، جويا تكتسب مكانة ومركزاً تجارياً هاماً في المنطقة، والحكومة اللبنانية تدرك ذلك جيداً إذ اعطتها مؤخراً مركزاً لإحصائيات السكان ويعرف بسجل القيد، واخراً للأمن العام لأكثر من 23 قرية مجاورة، كما ويوجد محكمة شرعية ومدنية ومركزاً لفصيلة قوى الأمن الداخلي والدفاع المدني كما وزادت من عدد المخاتير في الانتخابات البلدية والاختيارية للعام 2010 إلى ستة 6 مخاتير وأعضاء المجلس البلدي وكما هو معروف وعلى حاله ب 18 عضوا.ً جويا فيها مركزاً للاتصالات العامة (اوجيرو) ومركز إقليمي لشركة كهرباء لبنان ومركز رعائي للجرحى ومستوصف ويصار حالياً لبناء مستشفتين (فرع لمستشفى بهمن تحت اسم «مستشفى التآخي الطبي»، ومستشفى الكوثر) وقريباً إعادة تأهيل مستشفى مكي بالإضافة إلى دار لرعاية المسنين ويوجد أيضاً العديد من المؤسسات التربوية والمهنيات والمعاهد التكنولوجية الجامعية خصوصاً مجمع المبرات الخيرية ومجمع نبيه بري التربوي ومجمع علي الجمال التربوي الذي يضم معهد جويـّـا الجامعي للتكنولوجيا وجامعة الجنوب للعلوم والتي لها ارتباطات بجامعات فرنسية مهمة كما هنالك مسرحاً داخل المجمع التربوي كما هناك العديد من المدارس والمعاهد الدراسية والدينية نذكر منها مدرسة القرآن الكريم التابعة لجمعية القرآن الكريم ومركز السيدة فاطمة الزهراء للدرساست الإسلامية ولا ننسى النادي الرياضي لمدينة جويـّـا إضافة للمصارف ومركز رآسة للتبغ والتنباك، مما ميز جويا عن غيرها من البلدات الجنوبية.

## عيون وينابيع جويـّـا
- عين الفوقا: والتي كانت تحيطها الكروم من جميع الجهات وسميت بهذا الاسم كونها تقع في الجهة العليا من البلدة القديمة والتي أصبحت اليوم تتوسط البيوت بعدما أزيلت الكروم وأنشئت مكانها المنازل. مياهها عذبة كانت من أهم مصادر المياه في البلدة قديما" يعتمد عليها الأهالي في الشرب والخدمة المنزلية.
- عين السفلى: فهي تقع في أسفل منحدر البلدة لذلك سميت بهذا الاسم كما سمي باسمها الوادي الذي تقع فيه.مياهها غير صالحة للشرب ولا زالت تستعمل للخدمة المنزلية في حال انقطعت مياه الشبكة وهي أكثر العيون غزارة ولها مسيل لا ينضب وتستخدم الآن على نطاق واسع لنقل المياه منها بالجرارات في جويا والجوار لأغراض البناء وري المزروعات كالتبغ وخاصة لري الأشجار على جانبي الطرقات العامة والخاصة.
- عين دروز: فتقع إلى الجنوب من البلدة بين منطقتي بصوصاي والصياح قيل الكثير في سبب تسميتها والأرجح أن جماعة من الطائفة الدرزية تولت حفرها وبناءها فسميت باسمهم ولم يعرف حتى الآن تاريخ ذلك كانت مياهها عذبة ولكنها جفت ولا زالت معالمها قائمة.
- عين الحاوي: التي سميت بهذا الاسم لأن الأرض التي حفرت فيها تعود لشخص من آل الحاوي وهي عائلة معروفة في جويا مياهها شحيحة ولا تصلح للشرب.
- عين بوكساي: التي لم يعرف سبب تسميتها مياهها عذبة كان الناس يقصدونها لقضاء حوائجهم من المياه حين تجف العيون القريبة.
- عين تغليت: تقع إلى الشمال من البلدة في واد عرف باسمها ونظرا" لوقوعها بين البيوت الحديثة الإنشاء فقد ردمت وأقفل بابها وكانت مياهها عذبة وكانت تستعمل للشرب في الماضي.
- عين الجديدة: فهي مالحة المياه نسبيا" تم استكشافها في حقبة متأخرة لذلك عرفت بهذا الاسم وهي تقع في منطقة المغاريق التي سميت بهذا الاسم لغرقها بمياه الأمطار في السنوات التي يكثر فيها المطر ولما نضبت مياه عين الجديدة تم ردمها لأنها تقع في منتصف شارع أساسي من شوارع البلدة.
- عين ديرتنا: تقع في منطقة ديرتنا وهي عين قديمة لا زالت معالمها قائمة حتى الآن وعلى الأرجح بأنها كانت موقع تجمع مياه.

## نادي جويـّـا الثقافي الاجتماعي الرياضي
تأسس: سنة 1962 بهدف خلق مجتمع أفضل
- المركز: جويـّـا – بملكه مبنى وملاعب.

مر النادي منذ تأسيسه بمراحل نذكر أهمها:
- مرحلة التأسيس وحتى بدايات الحرب الأهلية سنة 1975

أهم إنجازات هذه المرحلة:
- تأسيس هيكلية النادي من هيئة عامة وهيئة إدارية
- السعي لبناء مركزاً دائماً للنادي مع ملاعب
- اطلاق أنشطة النادي الثقافية والاجتماعية والرياضية
والعمل من خلال هذه الأنشطة على مد جسور وروابط بين النادي واهلنا في جويـّـا مقيمين ومغتربين.
- في الثقافة:

1. إصدار مجلة صوت جويـّـا والتي شارك في تحريرها العديد من الأساتذة والطلاب والمثقفين في جويـّـا وفي بلاد الاغتراب.
2. مدرسة لمحو الأمية: عدة مرات.
3. عدد من المسابقات الثقافية والأمسيات الشعرية.
4. اطلاق مهرجان المغترب بما تخلله من سكتشات وتمثيليات ودبكة قام بها شبابنا وشاباتنا من أعضاء النادي.
5. اطلا ق اسبوع نظافة عدة مرات.
6. اطلاق حملة تشجير مداخل المدينة عدة مرات.

هذه العناوين من الأنشطة التي قام بها النادي في هذه الفترة الزمنية من 1962 وحتى 1975 نعد بالإضاءة عليها بشكل مفصل عبر موقعنا الدائم كمواد ثقافية ورياضية.
- في الرياضة:

1- فريق كرة الطائرة: خلق جيل من الرياضيين استمر العديد منهم بممارسة اللعبة في جويـّـا وخارجها.كما ان فريقنا بما يمثل من عناصر جيدة في هذه اللعبة ترك بصماته على الساحة الرياضية في الجنوب وساعد في ولادة العديد من الفرق في العديد من القرى والبلدات المجاورة، لأن مساهمات الفريق في اللقاءات ذات الطابع الودي والاجتماعي ترك اثراً طيباً في بناء علاقات متينة مع الآخرين، ما زلنا نقطف ثمارها حتى هذا التاريخ.
2- فريق كرة الطاولة: اختصر الموقف في هذا النشاط الرياضي بحملة من جميع أبناء البلدة الذين مارسوا هذه اللعبة.
3- ألعاب قوى: في الركض – مسافات قصيرة ومسافات طويلة، برز العديد من أبناء البلدة في بطولات مدرسية ووطنية.
- فترة ما بعد الانسحاب الإسرائيلي من الجنوب:

في فترة الاحتلال الإسرائيلي حول النادي إلى سجن من قبل العدو الإسرائيلي وعملائه، وبعدها سكنه عدد من العائلات بعد ان غُيرت معالمه كنادي واصبح عدد من الوحدات السكنية.
بعد الانسحاب الإسرائيلي 1985، شُكِلَ فريق عمل من شباب النادي وعملنا على ارجاع النادي إلى وضعه الطبيعي وهذا بطلب منا.
وبعد اربع سنوات من الجهد الكبير ومساعدة فعاليات البلدة حتى استطعنا اخلاء النادي من محتليه بعد ان بنينا لهم عدد من الوحدات السكنية وانطلق النادي بعد ان اكتمل بنائه البشري والعمراني، وقد سويت اوضاعه القانونية مع وزارة الداخلية ووزراء الشباب والرياضة وتم اشراك النادي في عائلة اتحاد كرة الطائرة واتحاد كرة القدم بشكل رسمي ونظمت الهيئة العامة، وتتابع على إدارة النادي العديد من الهيئات الإدارية المنتجة حسب النظام الداخلي للنادي وبإشراف وزارة الشباب والرياضة.
- انطلق النادي فعلياً مطلع التسعينيات في نشاطاته التي لم تتوقف حتى الآن، ثقافية كانت ام رياضية تحت شعار:

«خلق مجتمع أفضل في مدينتنا الحبيبة جويـّـا»
اما حاليا، نادي جويا الرياضي بكرة القدم فاز ببطولة الدوري الثاني وصعد الى المرتبة الاولى لأول مرة في تاريخه، وقام بتثبيت صورته واسمه بجلب افضل اللاعبين اللبنانيين ولاعبين من الخارج لأنه يطمح بلفوز بالدوري الاول وتأهل لبطولة اسيا.

## المساجد والاماكن الدينية
يوجد في بلدة جويـّـا أكثر من عشرة مساجد كما تحتوي معلمين دينيين مهمين هما مقام النبي صالح (الصياح) ومقام الولي (بسنور) والعديد من الحسينيات والمعاهد الدينية الإسلامية، نذكر منها:
- مقام النبي صالح (ع) (الصيّاح)، يضم مرقد نبي الله صالح (ع).
- مقام الولي (بسنور)، يضم مرقد الولي بسنور.
- مسجد التقوى، من أكبر المساجد في لبنان، مساحته 7000متر مربع وارتفاع مآذنه الأربعة 60 متراً.
- مسجد الرسول الأعظم (ص)، مقابل سوق جويا الأسبوعي.
- مسجد الإمام الرضا (ع)، يقع في وسط المدينة.
- مسجد الراس.
- مسجد السهيلة.
- مسجد الإمام المهدي (ع).
- مسجد مساكن مكي.
- مسجد مساكن الرضا، موجود في حي الرضا.
- مصلى مجمع فواز، يتوسط مجمع فواز السكني.
- مصلى الإمام الرضا (ع).
- مسجد مفرق دبعال.
- حسينية خاتون، مقابل السراي الحكومي في جويا.
- حسينية السيدة الزهراء (ع).
- حسينية الإمام الرضا (ع).
- حسينية الإمام المهدي (ع).
- مدرسة جمعية القرآن الكريم، مقابل مستشفى مكي.
- مجمع الزهراء للتعليم والدراسات الإسلامية، طريق عام جويا - محرونة.

## وصلات خارجية
- موقع جويا باللغة العربية
- موقع المدينة باللغة الإنجليزية
- موقع بلدية جويـّـا نسخة محفوظة 31 أكتوبر 2013 على موقع واي باك مشين.
- موقع أهل جويـّـا
- موقع جمعية جويـّـا أولاً نسخة محفوظة 30 سبتمبر 2013 على موقع واي باك مشين.